# Neosho Falls, Kansas
Neosho Falls, Kansas (енгл. Neosho Falls) град је у америчкој савезној држави Канзас.

## Демографија
По попису из 2010. године број становника је 141, што је 38 (-21,2%) становника мање него 2000. године.
| Група             | 2000.       | 2010.       |
| Белци             | 169 (94,4%) | 132 (93,6%) |
| Афроамериканци    | 0 (0,0%)    | 0 (0,0%)    |
| Азијати           | 0 (0,0%)    | 0 (0,0%)    |
| Хиспаноамериканци | 4 (2,2%)    | 8 (5,7%)    |
| Укупно            | 179         | 141         |